# Le Val-Saint-Père
Le Val-Saint-Père é uma comuna francesa na região administrativa da Normandia, no departamento Mancha. Estende-se por uma área de 11,1 km². Em 2010 a comuna tinha 2 079 habitantes (densidade: 187,3 hab./km²).